# Agathe Haevermans
 (juillet 2020).
Si vous disposez d'ouvrages ou d'articles de référence ou si vous connaissez des sites web de qualité traitant du thème abordé ici, merci de compléter l'article en donnant les références utiles à sa vérifiabilité et en les liant à la section « Notes et références ».
Agathe Haevermans, née Ravet le 11 janvier 1970 à Clermont-Ferrand, est une illustratrice naturaliste française.

## Biographie
Associant travail de terrain (en France ou à l'étranger) et travail d'illustration au Muséum national d'histoire naturelle de Paris, Agathe Haevermans aime se rattacher à l'esprit des grands explorateurs. (représenté par le duo d'illustrateur et professeur de botanique tel que Ferdinand Bauer et John Sibthorp ou Sydney Parkinson et Joseph Banks participant au premier voyage de James Cook).
Après avoir débuté comme soigneur animalier spécialisée dans les reptiles en 1993, Agathe Haevermans devient dessinatrice scientifique fin 1999 au Muséum.
Elle est membre de la Société des explorateurs français.

## Enseignements et Travaux
Artiste naturaliste multi-casquettes, ses activités comprennent :
- l'illustration de publications scientifiques au sein de l'unité de recherche ISYEB (Institut de Systématique, Évolution, Biodiversité), UMR 7205 du CNRS, EPHE, MNHN, SU, UA.
- l'enseignement de l'illustration naturaliste (en sus des cours dispensés dans son atelier et des formations à l'international),
- l'encadrement d'étudiants en dessin scientifique,
- la rédaction de livres d'apprentissage sur l'histoire naturelle et le dessin botanique[3],
- la pratique de la sculpture et de la gravure,
- la création de la Société française d'illustration botanique en 2011.

## Expositions
Agathe Haevermans expose en France et à l'international (sélectionnée pour la 17e édition de la Société américaine internationale des artistes botaniques "American Society of Botanical Artists" de la Société horticole de New York). 

## Liens vers articles scientifiques
(août 2021).
- 2012 (publié 2012/12/18)-A distinctive new species of wild banana (Musa>, Musaceae) from northern Vietnam[6]
- 2013 par Thomas Haevermans; article scientifique (publié 2013/10/11)-Clearing up Vietnamosasa (Poaceae, Bambusoideae): typification and nomenclature of a distinctive paleotropical bamboo genus[7]
- 2015 The Genus Sartidia (Poaceae: Aristidoideae) in Madagascar [8]
- 2017 par Emily J Bailes, Mario Coiro, Thomas Haevermans, Hervé Sauquet, Raphaël Cornette, Susana Magallón, Jürg Schönenberger et Peter K Endress; article scientifique (publié 2017) (d)[9]